# Хазард, Сирил
Сирил Хазард (англ. Cyril Hazard; март 1928 — 14 июня 2025) — британский астроном, известен революционными наблюдениями квазаров вместе с Джоном Болтоном в 1962 году. Его работа позволила другим астрономам найти красные смещения линий излучения других радиоисточников.

## Ранняя работа
Сирил Хазард вырос в Клитор-Муре, Камбрия, Англия. Получил докторскую степень в Манчестерском университете, обучаясь у сэра Бернарда Ловелла. Сначала работал в обсерватории Джодрелл-Бэнк.

## Открытие
Были задействованы два радиоисточника 3C 48 и 3C 273. Измерения, сделанные Сирилом Хазардом и Джоном Болтоном во время одного из покрытий с помощью радиотелескопа обсерватории Паркс, позволили Мартену Шмидту оптически идентифицировать объект и получить оптический спектр с помощью 200-дюймового телескопа Хейла на горе Паломар. В этом спектре видны те же странные эмиссионные линии. Шмидт понял, что на самом деле это спектральные линии водорода, смещённые в красную сторону на 15,8 %. Это открытие показало, что 3C 273 удаляется со скоростью 47 000 км/с.

## Техника
Поскольку источник покрывается Луной (то есть проходит позади), создаются дифракционные картины в стиле Френеля, которые могут быть обнаружены очень большими радиотелескопами и рассчитаны точные местоположения.

## Память
В его честь назван астероид (9305) Хазард, открытый Эдвардом Боуэллом на станции Андерсон-Меса 7 октября 1986 года.
Умер в своём доме в Мелборне, графство Кембриджшир, 14 июня 2025 года в возрасте 97 лет.

## Список используемой литературы
- Hazard, C.; Mackey, M. B.; and Shimmeris, A. J. «Investigation of the radio Source 3C273 by the Method of Lunar Occultation.» Nature 197, 1037, 1963.